# Phaneromerium taulisense
Phaneromerium taulisense är en mångfotingart som beskrevs av Kraus 1954. Phaneromerium taulisense ingår i släktet Phaneromerium och familjen Fuhrmannodesmidae. Inga underarter finns listade i Catalogue of Life.